# Erick Norales
Pour les articles homonymes, voir Norales.
Erick Norales, né le 11 février 1985 à La Ceiba, est un footballeur international hondurien.

## Biographie
Il faisait partie de l'équipe des moins de 20 ans hondurienne au championnat du monde 2005 des jeunes aux Pays-Bas. Il a fait ses débuts en équipe nationale le 6 février 2008 dans un match amical contre le Paraguay. Le 20 mars 2008, Erick a converti le penalty en demi-finale du tournoi 2008 de la qualification olympique de la CONCACAF pour garantir la qualification aux Jeux olympiques de 2008 pour le Honduras.